# 李桂官
李桂官，字秀章，男，吳縣（今江苏省苏州市）人，清代戲曲演員，因與畢沅交好而被戲稱為「狀元夫人」。
畢沅於乾隆二十五年（1760年，庚辰年）中進士，為第一名狀元；根據趙翼與袁枚的記載（趙袁二人均與畢沅熟識），李桂官在畢沅中狀元之前就已經認識，李桂官服事畢沅最為殷勤，生病時為他「稱藥量水」，出入都跟從。
畢沅及第之後，帶著李桂官赴櫻桃宴（新進進士的宴會），史貽直（1700年進士，也是庚辰年）在座中聽說李桂官到場，笑著說：「我揩老眼，要一見狀元夫人。」
趙翼與袁枚均有詩歌描述李桂官與畢沅之間的情感：趙翼作《李郎曲》，而袁枚為李桂官的《勸畢公習字》一文作序時也寫了長歌。